# Nissan Pulsar
O  Pulsar  é um modelo compacto da Nissan.